# Visayas Centrals
Les Visayas Centrals (en cebuà Tunga-tungang Kabisay-an, en filipí Gitnang Kabisayaan, en anglès Central Visayas) són una regió de les Filipines, designada com a Regió VII. La regió està situada a la part central del grup de les Visayas. Consisteix en quatre províncies: Bohol, Cebu, Negros Oriental i Siquijor, a més de les ciutats independents de Cebu, Lapu-Lapu i Mandaue. L'idioma propi majoritari de la regió és el cebuà. La ciutat de Cebu és la capital regional.
La superfície de la regió és de 15.199 km². Segons el cens de 2007, té una població de 6.398.037 habitants, sent la cinquena més poblada de les 17 regions del país.

## Províncies i ciutats independents
La regió de les Visayas Centrals està composta per 4 províncies i 3 ciutats independents:
| Província/Ciutat         | Capital    | Població (2007) | Àrea (km²) | Densitat de població (per km²) |
| ------------------------ | ---------- | --------------- | ---------- | ------------------------------ |
| Prov. de Bohol           | Tagbilaran | 1.230.110       | 4.117,7    | 298,7                          |
| Prov. de Cebú            | Cebu       | 2.438.816       | 4.943,7    | 493,3                          |
| Prov. de Negros Oriental | Dumaguete  | 1.231.904       | 5.402,3    | 228,0                          |
| Prov. de Siquijor        | Siquijor   | 87.293          | 337,5      | 258,7                          |
|                          |            |                 |            |                                |
| Ciutat de Cebu           | —          | 798.809         | 315,0      | 2.535,9                        |
| Ciutat de Lapu-Lapu      | —          | 292.530         | 58,1       | 5.034,9                        |
| Ciutat de Mandaue        | —          | 318.575         | 25,2       | 12.651,9                       |
|                          |            |                 |            |                                |
| Visayas Centrals         | Cebu       | 6.398.037       | 15.199,5   | 420,9                          |

Tot i que Cebu, Mandaue i Lapu-Lapu són sovint agrupades dins de la província de Cebú amb finalitats estadístiques per l'Oficina Nacional d'Estadística, com a ciutats altament urbanitzades són administrativament independents de la província.